# Kommunanz Capriasca/Lugano
Die Comunanza Capriasca/Lugano ist ein Gemeinschaftsareal (Kommunanz) im Bezirk Lugano des Kantons Tessin in der Schweiz.

## Politische Zugehörigkeit
Das nur wenige Hektaren grosse Territorium steht im Gemeinschaftsbesitz zweier Gemeinwesen: Capriasca und Lugano.
Die Kommunanz Capriasca/Lugano wird vom Bundesamt für Statistik unter der Gemeindenummer 5394 (bis 31. Dezember 2003: 5238) geführt.

## Namensgebung
Bis zur Fusion der Gemeinde Corticiasca mit Capriasca am 20. April 2008 stand die Kommunanz im Gemeineigentum von Corticiasca und Valcolla und wurde daher Kommunanz Corticiasca/Valcolla genannt. Zwischen dem 20. April 2008 und dem 14. April 2013 (Fusion der Gemeinde Valcolla mit der Stadt Lugano) wurde sie als Kommunanz Capriasca/Valcolla bezeichnet.

## Geographie
Das unbewohnte montane Gebiet besteht aus einem schmalen, etwa 150 m breiten Geländestreifen, der sich auf rund 1280 m ü. M. entlang des Ostabhangs des Valle di Scareglia erstreckt.